# رأس الثعبان (نجم)

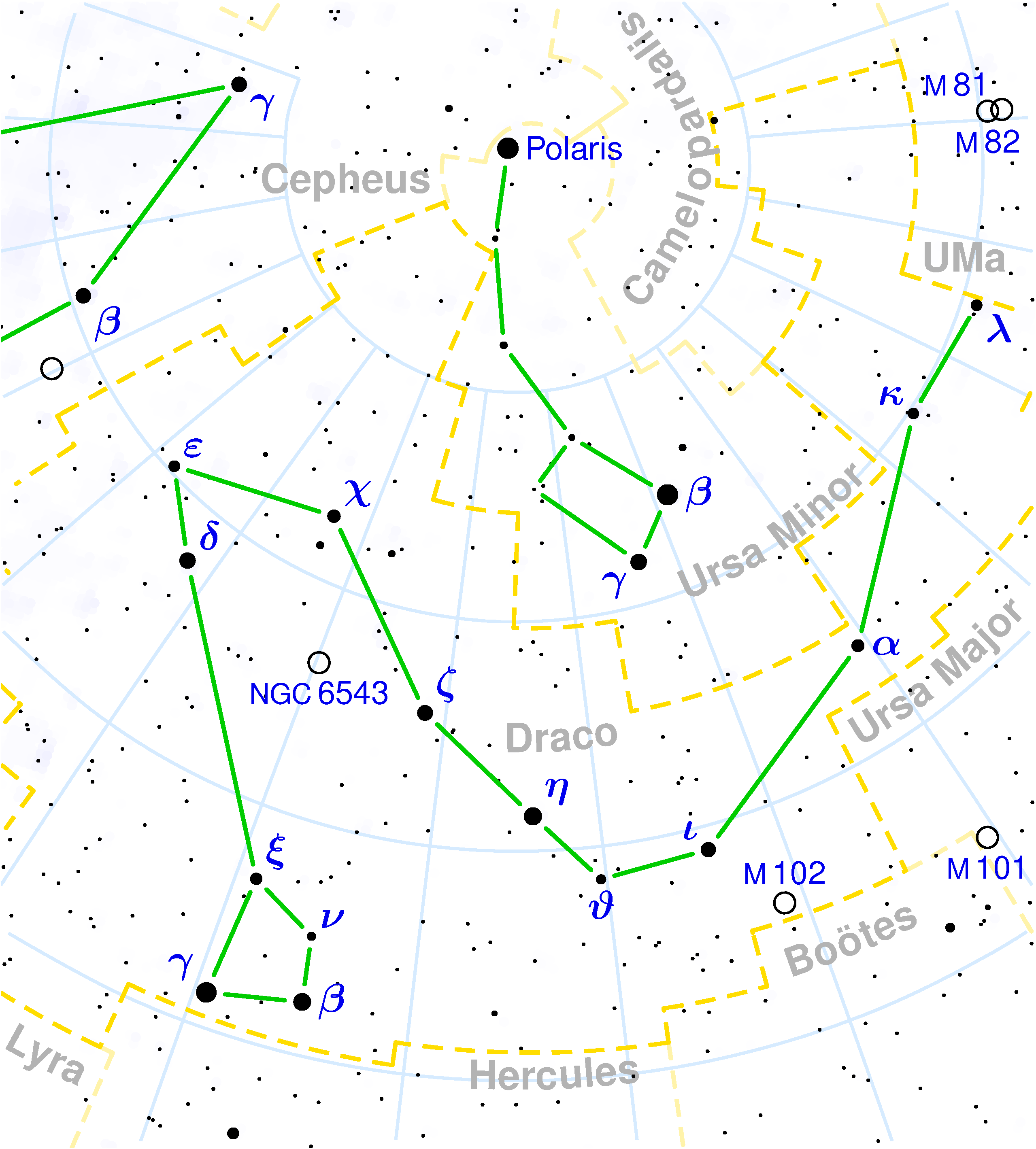
كوكبة التنين و نجم رأس الثعبان (بيتا التنين) ، وسديم عين القط NGC 6543.

رأس الثعبان أو بيتا التنين (بالإنكليزية :Beta Draconis ) اسمه التقليدي بالإنجليزية Rastaban مشتق من الاسم العربي . هو نجم في كوكبة التنين.
يبعد عن الشمس 360 سنة ضوئية و يبلغ قدر سطوعه 2.79 قدر ظاهري ، وهو ينتمي إلى الفئة الطيفية G2 . رأس الثعبان هو نجم ثنائي ويتألف من عملاق عظيم يدور حوله قزم أبيض .